# Clytoleptus albofasciatus
Clytoleptus albofasciatus är en skalbaggsart som först beskrevs av François Louis Nompar de Caumont de Laporte och Hippolyte Louis Gory 1841.  Clytoleptus albofasciatus ingår i släktet Clytoleptus och familjen långhorningar. Inga underarter finns listade i Catalogue of Life.